# Liceum Ogólnokształcące w Kamiennej Górze
Liceum Ogólnokształcące w Kamiennej Górze – jedno z najstarszych liceów ogólnokształcących na Dolnym Śląsku, jedyne liceum ogólnokształcące dla młodzieży w Kamiennej Górze oraz na terenie powiatu kamiennogórskiego, położone przy ul. Marii Skłodowskiej-Curie 2.
Liceum Ogólnokształcące wraz z Gimnazjum nr 2 w Kamiennej Górze i Liceum Ogólnokształcącym dla Dorosłych w Kamiennej Górze tworzy Zespół Szkół Ogólnokształcących w Kamiennej Górze. Obecnie dyrektorem Zespołu jest Jacek Bruździak.

## Historia
9 maja 1945 r. Kotlina Kamiennogórska została zajęta prawie bez walki przez oddziały 21 Armii Radzieckiej. 10 dni później zjawiła się w Kamiennej Górze polska grupa operacyjna z Tadeuszem Kalamanem na czele, pełnomocnikiem Rządu RP na Obwód nr XXVIII, w celu ustanowieniu władzy administracyjnej w powiecie kamiennogórskim. Jednym z ważniejszych zadań pionierskiego okresu było uruchomienie szkolnictwa, które w powszechnej opinii stwarzało poczucie stabilizacji polskim osadnikom w nowym miejscu zamieszkania.
Jednym z organizatorów i pierwszym kierownikiem (od 30 X 1945 r.) średniej szkoły był kapitan Adolf Laskowski, szef miejscowej placówki Państwowego Urzędu Repatriacyjnego. Z racji pełnienia funkcji znał on skład transportów przejeżdżających przez Kamienną Górę. Starał się zatrzymywać z nich nauczycieli oraz werbował młodzież do powstającego Państwowego Gimnazjum i Liceum. Uczniów przyjmowano na podstawie ostatniego świadectwa szkolnego lub (częściej) egzaminu wstępnego. Naukę rozpoczęto dopiero 1 października 1945 r. Powodem opóźnienia był fakt, iż budynek po gimnazjum z czasów niemieckich i drugi obok zostały zwolnione przez Armię Czerwoną dość późno i w żałosnym stanie. W roku szkolnym 1945/1946 udało zorganizować jedną klasę licealną.
W pierwszym powojennym roku szkolnym nauczaniem zajmowało się 12 nauczycieli: Jan Radomski (dyrektor), Tomasz Duda, ksiądz Bronisław Gawryś, Albin Górny, Jan Haduch, Franciszek Kłos, Gabriel Makowicz, Maria Obrocka, Aleksandra Plocek, Eugenia Sierocińska, Zbigniewa Skrocka i Władysław Zięba. Z wymienionych nauczycieli najdłużej w kamiennogórskim Liceum pracował nieżyjący już Tomasz Duda (29 lat).
Funkcję dyrektora szkoły w latach (1945-2001) sprawowało 11 osób:
- Jan Radomski (1945-1948),
- Stanisław Szafrański (1958-1969),
- Jakub Huber (1951-1958),
- Zbigniewa Skrocka (1958-1969),
- Andrzej Michałowski (1969-1971),
- Antoni Klinger (1971-1973),
- Barbara Jaszek (1973-1976),
- Jan Kropiwnicki (1976-1977),
- Eliza Krawczyk (1977-1985),
- Kazimierz Galica (1985-2001),
- Krystyna Bagińska (2001).

Od początku 2002 roku obowiązki dyrektora Zespołu Szkół Ogólnokształcących w Kamiennej Górze, a zatem także funkcję dyrektora Liceum, pełni Jacek Bruździak, absolwent filologii polskiej Uniwersytetu Wrocławskiego.
W zależności od aktualnych tendencji w polskiej oświacie placówka zmieniała nazwy: 
- Państwowe Gimnazjum i Liceum (1945-1949),
- Państwowa Szkoła Ogólnokształcąca Stopnia Podstawowego i Licealnego (1949-1952),
- Państwowa Szkoła Ogólnokształcąca Stopnia Podstawowego i Licealnego Towarzystwa Przyjaciół Dzieci (1952-1961)[1].

W roku 1952 szkołę przeniesiono z budynków przy placu Kościelnym (obecnie siedziba Szkoły Podstawowej nr 1 w Kamiennej Górze im. ks. Jana Twardowskiego) do obecnej siedziby przy ulicy Marii Skłodowskiej-Curie 2. W 1961 r. dokonano podziału placówki na Liceum Ogólnokształcące i Szkołę Podstawową nr 4.
Po gruntownym remoncie w latach 1975-1978 wnętrze historycznego budynku zmieniło się nie do poznania. Z tego też względu w odnowionej szkole odbyła się w dniu 3 września 1978 r. wojewódzka inauguracja nowego roku szkolnego. Od tego momentu szkoła przyjmuje nazwę: Zespół Szkół Ogólnokształcących im. dra Alfreda Fiderkiewicza, który tworzyły 3 jednostki: 
- Liceum Ogólnokształcące,
- Szkoła Podstawowa nr 4,
- Liceum Medyczne (istniało w latach 1978-1997)[1].

25 sierpnia 2005 r. Rada Powiatu Kamiennogórskiego podjęła uchwałę nr XXXVII/180/05 w sprawie odebrania Zespołowi Szkół Ogólnokształcących w Kamiennej Górze imienia dra Alfreda Fiderkiewicza.
W roku 2004 mury Liceum Ogólnokształcące w Kamiennej Górze opuścił ostatni rocznik uczniów, którzy ukończyli liceum w czteroletnim systemie nauki. W roku szkolnego 2002/2003 naukę w szkole rozpoczął pierwszy rocznik uczniów, którzy ukończyli liceum w trzyletnim systemie nauki.
Pierwszy egzamin maturalny przeprowadzono w Liceum w 1949 roku. Zdały go wszystkie 23 osoby uczęszczające do jedynej wówczas XI klasy, której wychowawcą był Gabriel Makowicz, nauczyciel łaciny i języka angielskiego.

## Oddziały (klasy)

### Oddziały klasy pierwszej prowadzone po reformie szkolnictwa ponadgimnazjalnego od 2012 roku
klasa z rozszerzonym programem nauczania historii, języka obcego i języka polskiego
- języki obce: język angielski i język niemiecki
- I przedmiot uzupełniający: przyroda
- II przedmiot uzupełniający: z zakresu edukacji informatycznej

klasa z rozszerzonym programem nauczania biologii, geografii i wiedzy o społeczeństwie
- języki obce: język angielski i język niemiecki
- I przedmiot uzupełniający: historia i społeczeństwo
- II przedmiot uzupełniający: ochrona środowiska
- III przedmiot uzupełniający: z zakresu edukacji informatycznej

klasa z rozszerzonym programem nauczania języka obcego, języka polskiego i geografii
- języki obce: język angielski i język niemiecki
- I przedmiot uzupełniający: historia i społeczeństwo
- II przedmiot uzupełniający: z zakresu edukacji informatycznej

klasa z rozszerzonym programem nauczania biologii i chemii
- języki obce: język angielski i język niemiecki
- I przedmiot uzupełniający: historia i społeczeństwo
- II przedmiot uzupełniający: fizyka w medycynie

klasa z rozszerzonym programem nauczania fizyki i matematyki
- języki obce: język angielski i język niemiecki
- I przedmiot uzupełniający: historia i społeczeństwo
- II przedmiot uzupełniający: chemia dla inżynierów
- III przedmiot uzupełniający: z zakresu edukacji informatycznej

### Liczba oddziałów (klas)
W roku szkolnym 2013/2014 w szkole prowadzonych jest 15 oddziałów:
- 5 oddziałów klasy pierwszej,
- 5 oddziałów klasy drugiej,
- 5 oddziałów klasy trzeciej.

W roku szkolnym 2012/2013 w szkole prowadzonych było 16 oddziałów:
- 5 oddziałów klasy pierwszej,
- 5 oddziałów klasy drugiej,
- 6 oddziałów klasy trzeciej.

W latach 2004–2011 w Liceum w każdym roku szkolnym prowadzono po sześć oddziałów w każdym roczniku (łącznie 18 oddziałów.)

## Znani absolwenci
- Marian Kachniarz – doktor, pracownik naukowy Uniwersytetu Ekonomicznego we Wrocławiu; pierwszy starosta powiatu kamiennogórskiego po reformie administracyjnej kraju w 1998 roku, pełnił funkcję starosty w latach 1998–2006
- Wojciech Rypniewski – profesor doktor habilitowany, kierownik Zespołu Struktury i Funkcji Biomolekuł Instytutu Chemii Bioorganicznej Polskiej Akademii Nauk w Poznaniu
- Sławomir Tułaczyk – profesor Uniwersytetu Kalifornijskiego, geograf, geomorfolog i glacjolog
- Paweł Silbert - Prezydent Miasta Jaworzna (woj. śląskie) od 2002 do dziś. Absolwent Liceum w roku 1981.